# François-Joseph Jary
Pour les articles homonymes, voir Jary.
François-Joseph Jary, également orthographié Jarry, né le 19 octobre 1739 à Nantes, mort le 21 avril 1805 dans la même ville, est un homme politique de la Révolution française.

## Biographie

### Avant la Révolution
François Joseph Jary est le fils de Simon Toussaint Jary, sieur de la Hautière, négociant au quai de la Fosse, concessionnaire et directeur de la mines de charbon de Languin (Nort-sur-Erdre), juge-consul de Nantes, et de Claire Rose Després. Avant la Révolution, Jary est agriculteur et directeur des mines de Nort-sur-Erdre.
En 1788, il participe au mouvement réformiste qui secoue le pays. Il est ainsi délégué à Versailles afin de demander que la représentation du tiers état aux États généraux de 1789 soit égale à celle du clergé et de la noblesse réunis.

### Député à la Constituante
François-Joseph Jary est élu représentant du tiers-état pour la sénéchaussée de Nantes, le sixième sur huit, lors des États-généraux de 1789. 
Il siège à gauche dans l'hémicycle. En mai 1791, il vote en faveur du rattachement du Comtat Venaissin à la France. Il fréquente au club des Jacobins parallèlement à son mandat. 

### À la Convention
La monarchie prend fin à l'issue de la journée du 10 août 1792 : les bataillons de fédérés bretons et marseillais et les insurgés des faubourgs de Paris prennent le palais des Tuileries. Louis XVI est destitué et incarcéré à la tour du Temple avec sa famille. 
En septembre, François-Joseph Jary est élu député du département de la Loire-Inférieure, le septième sur huit, à la Convention nationale. Il siège sur les bancs de la Gironde. Lors du procès de Louis XVI, il vote « la réclusion et le bannissement à la paix » et se prononce en faveur de l'appel au peuple et du sursis à l'exécution. En avril 1793, il se prononce en faveur de la mise en accusation de Jean-Paul Marat, qui le dénonce un mois plus tard comme « membre de la faction des hommes d’État » dans son journal. En mai, il est absent lors du scrutin sur le rétablissement de la Commission des Douze. En octobre, lui et les soixante-douze autres députés qui ont signé une protestation contre les journées du 31 mai et du 2 juin sont décrétés d'arrestation sur motion de Jean-Pierre-André Amar, rapporteur du Comité de Sûreté générale. Caché un temps par son collègue Étienne Chaillon, il est incarcéré à la prison de la Force puis au Couvent des Madelonnettes. Jean Dominique Blanqui, son collègue et codétenu, rapporte qu'il est blessé lors de son transfert. 
Libéré par la chute de Robespierre, ce qui lui permet d'échapper à la guillotine, il est réintégré à la Convention le 18 frimaire an III. Il est ensuite envoyé en mission auprès des armées l'Ouest, d'abord celle des côtes de Brest puis des côtes de Cherbourg. Il participe ainsi au traité de La Jaunaye et au traité de la Mabilais signé avec les Chouans. Le 2 mai 1795, il annonce à la Convention que la Vendée est pacifiée.

### Fin de carrière
En l'an IV, Jary est réélu par le département de l'Aude au Conseil des Cinq-Cents, par 135 voix sur 218 votants. Il ne s'y fait guère remarquer jusqu'à la fin de son mandat en 1798.
Il rentre alors dans la vie privée et meurt en 1805 à l'âge de 65 ans.

## Sources
- « François-Joseph Jary », dans Adolphe Robert et Gaston Cougny, Dictionnaire des parlementaires français, Edgar Bourloton, 1889-1891 [détail de l’édition]
- Jean Baptiste Robert, Vie politique de tous les députés à la Convention nationale, 1814
- Didier Daniel, La bataille du charbon en pays d'Ancenis, ou L'histoire des mines nantaises, XVIIIe – XXe siècles, éditions Cheminements, 2002